# Beate Meinl-Reisinger
Beate Meinl-Reisinger (née le 25 avril 1978 à Vienne) est une femme politique autrichienne, présidente de NEOS - La nouvelle Autriche et le Forum libéral depuis 2018. Elle est ministre autrichienne des Affaires européennes et internationales.